# Kurt Axelsson
Kurt Axelsson (* 10. November 1941 in Rännberg, Schweden; † 15. Dezember 1984) war ein schwedischer Fußballspieler.

## Laufbahn
Axelsson debütierte 1964 für GAIS Göteborg in der Allsvenskan. Trotz des Abstiegs am Ende der Saison blieb der Abwehrspieler dem Klub treu und konnte als eine Stütze der Mannschaft den sofortigen Wiederaufstieg schaffen. Nach anderthalb weiteren Spielzeiten in der schwedischen ersten Liga wechselte er im Sommer 1967 nach Belgien zum FC Brügge. Hier gehörte er auf Anhieb zu den Leistungsträgern und führte den Klub 1973 zur zweiten Meisterschaft der Vereinsgeschichte. Dennoch verließ er den Verein nach sechs Spielzeiten und wechselte zum Zweitligisten AS Ostende, mit dem er in seiner ersten Spielzeit den Aufstieg in die Erstklassigkeit schaffte. Nach seinem Karriereende ging er zum KV Kortrijk als Assistenztrainer.
Axelsson bestritt 30 Länderspiele für Schweden. Er nahm mit der Landesauswahl an der Weltmeisterschaft 1970 teil, bei der Schweden knapp in der Gruppenphase scheiterte. Er stand bei allen drei Partien auf dem Platz.
1984 starb Axelsson bei einem Verkehrsunfall.
| Personendaten    | Personendaten               |
| ---------------- | --------------------------- |
| NAME             | Axelsson, Kurt              |
| KURZBESCHREIBUNG | schwedischer Fußballspieler |
| GEBURTSDATUM     | 10. November 1941           |
| STERBEDATUM      | 15. Dezember 1984           |